# Tuvalu ai Giochi della XXX Olimpiade
Tuvalu ha partecipato alle Giochi della XXX Olimpiade di Londra, che si sono svolte dal 27 luglio al 12 agosto 2012, con una delegazione di 3 atleti. L'avventura londinese di Tuvalu si è conclusa senza ottenere medaglie.

## Atletica leggera
Gare maschili
| Atleta       | Gara  | Batterie | Batterie | Quarti          | Quarti          | Semifinali      | Semifinali      | Finale          | Finale          |
| Atleta       | Gara  | Tempo    | Pos.     | Tempo           | Pos.            | Tempo           | Pos.            | Tempo           | Pos.            |
| ------------ | ----- | -------- | -------- | --------------- | --------------- | --------------- | --------------- | --------------- | --------------- |
| Tavevele Noa | 100 m | 11"55    | 6º       | non qualificato | non qualificato | non qualificato | non qualificato | non qualificato | non qualificato |

Gare femminili
| Atleta        | Gara  | Batterie | Batterie | Quarti          | Quarti          | Semifinali      | Semifinali      | Finale          | Finale          |
| Atleta        | Gara  | Tempo    | Pos.     | Tempo           | Pos.            | Tempo           | Pos.            | Tempo           | Pos.            |
| ------------- | ----- | -------- | -------- | --------------- | --------------- | --------------- | --------------- | --------------- | --------------- |
| Asenate Manoa | 100 m | 13"48    | 8ª       | non qualificata | non qualificata | non qualificata | non qualificata | non qualificata | non qualificata |

## Sollevamento pesi
Maschile
| Atleta           | Evento | Strappo   | Strappo    | Slancio   | Slancio    | Totale | Classifica |
| Atleta           | Evento | Risultato | Classifica | Risultato | Classifica | Totale | Classifica |
| ---------------- | ------ | --------- | ---------- | --------- | ---------- | ------ | ---------- |
| Tuau Lapua Lapua | -62 kg | 108       | 13º        | 135       | 12º        | 243    | 12º        |